# Mezzogiorno
|  | Per a altres significats sobre la part sud de la península Itàlica, vegeu «Itàlia meridional». |

|  | Per a altres significats sobre les illes més grans Itàlia, vegeu «Itàlia insular». |

Les colònies gregues antigues i els seus dialectes a la Magna Graecia.
Grec del NO
Acadi
Dòric
Jònic

El  Mezzogiorno  (a italià normatiu, literalment Migdia, amb el significat de-zona-sud o meridional) és la macroregió meridional de l'estat italià. Dins de la península italiana el límit septentrional del Mezzogiorno sol gràfiques per una línia esbiaixada que va des d'Anzio al Mar Tirrena fins a Ancona al Mar Adriàtic, en aquest sentit el Mezzogiorno inclouria el sector sud del Laci i la meitat meridional de les Marques o Marche. Ara bé, les regions netament incloses en el Mezzogiorno són: Abruços o Abruzzo, Molise o Molise, Campània, Pulla o Puglia, Basilicata (l'anteriorment anomenada Lucània), Calàbria, Sardenya i Sicília. La seva extensió total és de 123.053 km² i la seva població (2006) és de 20.536.904 habitants.
La pertinença de l'illa de Sardenya a aquesta macro-regió és controvertida, en virtut de la seva posició geogràfica, la seva història peculiar, la seva especificitat lingüística i cultural, així com vàries diferències socioeconòmiques diferents que les altres regions considerades.

## Història
El Mezzogiorno (sense l'illa de Sardenya) posseeix una certa unitat cultural al llarg de la història: les seves costes en l'antiguitat van constituir l'anomenada Magna Grècia; durant l'edat mitjana van estar sota control directe de romans d'Orient i àrabs; després l'illa de Sicília va estar en la sobirania dels normands i la casa d'Aragó. Cap al Renaixement, el Mezzogiorno va patir una forta decadència econòmica en estar contínuament sota els atacs dels turcs otomans (per exemple, presa i destrucció d'Òtranto).
Malgrat el seu gran valor estratègic, a partir d'aquesta època la regió es va mantenir econòmicament deprimida, tot i que gran part va passar a la corona espanyola i després, amb una branca dels Borbons es va formar el Regne de les Dues Sicílies.
Al llarg de tot el segle xx el Mezzogiorno, tot i un lent desenvolupament, s'ha mantingut amb estàndards econòmics inferiors als del centre i nord d'Itàlia i la mitjana d'Europa Occidental.
En acabar la Segona Guerra Mundial es va constituir l'anomenada  Cassa per il Mezzogiorno  amb el supòsit objectiu de finançar obres infraestructurals, projectes de desenvolupament agrícola i industrial, però, tot i l'establiment d'alguns focus de desenvolupament l'extensa regió s'ha mantingut poc desenvolupada i dedicada a la producció agrícola o al turisme, alhora que consumidora dels productes industrialitzats del  Nord  i la resta del món.
Zona on perviuen costums més tradicionals (o menys postmodernes), la seva natalitat (amb l'excepció de Sardenya) és encara molt més gran que la de les altres regions d'Europa Occidental, fet que al sumar-se a una economia poc industrialitzada, ha promogut i tot promou una constant emigració dels seus habitants joves cap al centre (Roma), el Nord d'Itàlia (Milà, Torí) i països més rics d'Europa o d'altres regions del món.